# Ferrari SF90
Ferrari SF90 — гоночный автомобиль, разработанный итальянской командой Scuderia Ferrari для участия в чемпионате мира 2019 года. Кими Райкконен покинул коллектив в конце 2018 года, а на его место перешёл Шарль Леклер, который до этого выступал в Sauber.
Презентацию провели 15 февраля в Маранелло.

## Ливрея

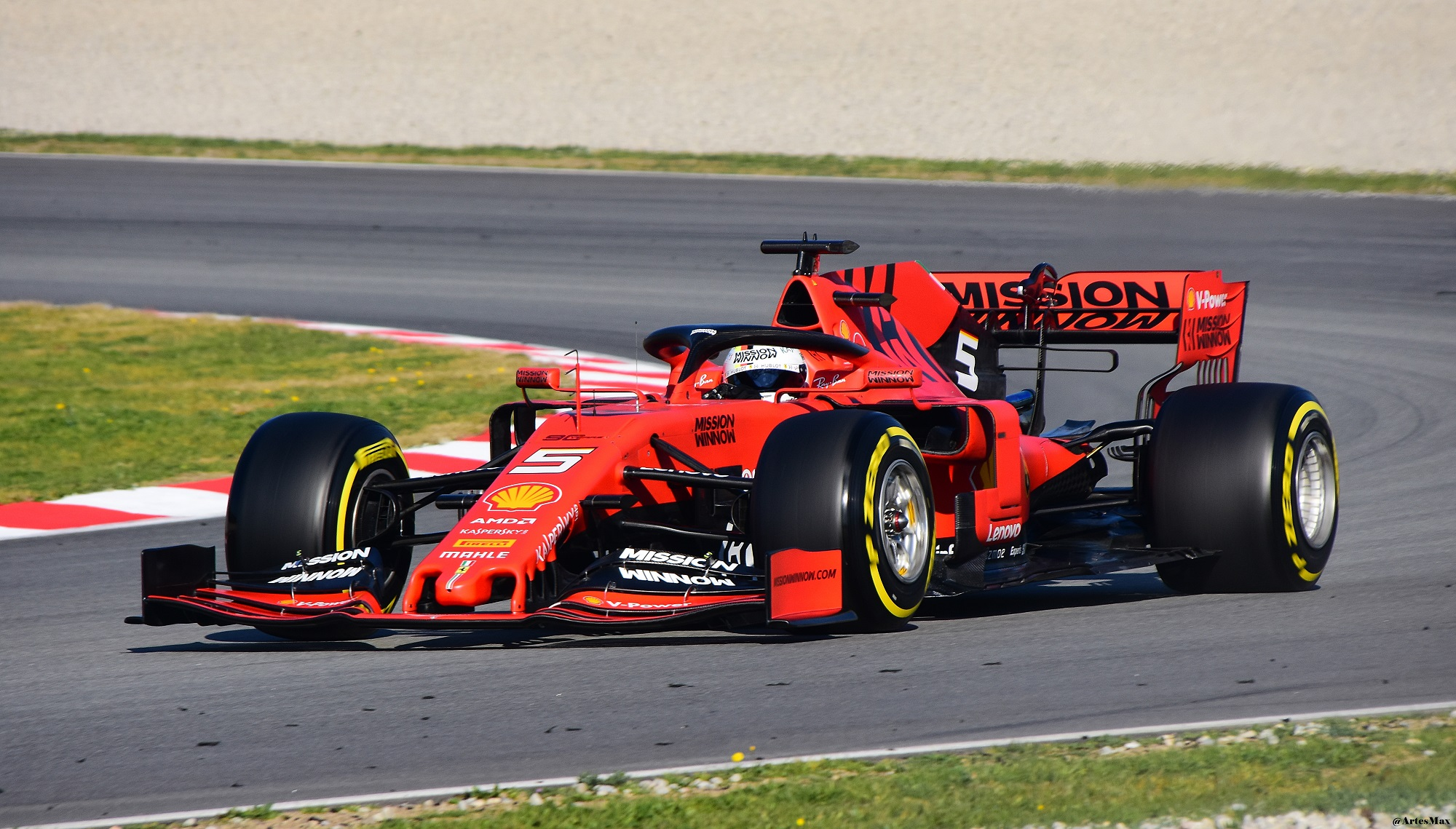

Болид стал матовым, что позволило сэкономить вес машины. Но не всем понравилась такая раскраска. Например, Лео Турини сказал:
С эстетической точки зрения машина так себе, но это моя абсолютно субъективная оценка. Тут дело вкуса, конечно, но то, что я увидел, мне не понравилось. Взять этот матовый красный цвет. Я всё-таки предпочитаю ярко-красный – впрочем, если SF90 будет выигрывать гонки, мне она покажется великолепной
Мнение бывшего президента Ferrari Лука ди Монтедземоло:
Красный цвет Ferrari можно назвать священным. Бренд узнаваем во всем мире, и поэтому мне не очень нравится то, что они сделали. Это все равно, что изменить цвета флага, и мне не кажется убедительной история, что решение позволило сэкономить вес.

Однако если команда добьется долгожданного триумфа, я перестану печалиться по поводу цвета

## Технические особенности
Машина стала эволюцией прошлогодней SF71H. Планка заднего крыла стала выше, переднее крыло гораздо больше, за счёт чего снизилось лобовое сопротивление, скорость увеличилась на прямых, но уменьшилась в поворотах.

## Результаты в чемпионате мира Формулы-1
| Легенда к таблице |                                                                    |
| --- | ------------------------------------------------------------------ |
| В таблице перечислены результаты всех Гран-при Формулы-1, в которых использовался автомобиль. Строками таблицы являются сезоны, столбцами — этапы чемпионата мира. В каждой клетке указаны сокращённое название этапа и результат, дополнительно обозначенный цветом. Расшифровка обозначений и цветов представлена в нижеследующей таблице. |                                                                    |
| \| Пример \| Описание \| \| ------------ \| ------------------------------------------------------------------ \| \| 1 \| Победитель \| \| 2 \| Второе место \| \| 3 \| Третье место \| \| 5 \| Финишировал, заработав очки \| \| Сход \| Не финишировал, но при этом заработал очки \| \| 12 \| Финишировал, не получив очков \| \| НКЛ \| Финишировал, но не попал в финальную классификацию \| \| 15 \| Участвовал вне зачёта, либо по отдельной классификации \| \| 18 \| Не финишировал, но попал в финальную классификацию \| \| Сход \| Не финишировал \| \| НКВ \| Не прошёл квалификацию \| \| НПКВ \| Не прошёл предквалификацию \| \| ДСК \| Дисквалифицирован \| \| ИСК \| Исключён из протокола соревнований \| \| ТТ \| Заявлен для участия только в тренировках \| \| НС \| Участвовал в квалификации, но не стартовал в гонке \| \| Т \| Травмирован или болен \| \| ОТК \| Отказ от участия \| \| НТР \| Прибыл на соревнования, но на трассу не выезжал \| \| НПР \| Был заявлен в числе участников, но не прибыл к началу соревнований \| \| О \| Соревнования отменены \| \| \| Не участвовал \| \| Поул-позиция \| \| \| Быстрый круг \| \| |                                                                    |
| Пример | Описание                                                           |
| 1 | Победитель                                                         |
| 2 | Второе место                                                       |
| 3 | Третье место                                                       |
| 5 | Финишировал, заработав очки                                        |
| Сход | Не финишировал, но при этом заработал очки                         |
| 12 | Финишировал, не получив очков                                      |
| НКЛ | Финишировал, но не попал в финальную классификацию                 |
| 15 | Участвовал вне зачёта, либо по отдельной классификации             |
| 18 | Не финишировал, но попал в финальную классификацию                 |
| Сход | Не финишировал                                                     |
| НКВ | Не прошёл квалификацию                                             |
| НПКВ | Не прошёл предквалификацию                                         |
| ДСК | Дисквалифицирован                                                  |
| ИСК | Исключён из протокола соревнований                                 |
| ТТ | Заявлен для участия только в тренировках                           |
| НС | Участвовал в квалификации, но не стартовал в гонке                 |
| Т | Травмирован или болен                                              |
| ОТК | Отказ от участия                                                   |
| НТР | Прибыл на соревнования, но на трассу не выезжал                    |
| НПР | Был заявлен в числе участников, но не прибыл к началу соревнований |
| О | Соревнования отменены                                              |
| | Не участвовал                                                      |
| Поул-позиция |                                                                    |
| Быстрый круг |                                                                    |

| Сезон | Шасси        | Двигатель           | Ш | Гонщики           | 1   | 2   | 3   | 4   | 5   | 6    | 7   | 8   | 9   | 10  | 11   | 12  | 13  | 14  | 15  | 16   | 17  | 18  | 19   | 20  | 21  | Место | Очки |
| ----- | ------------ | ------------------- | - | ----------------- | --- | --- | --- | --- | --- | ---- | --- | --- | --- | --- | ---- | --- | --- | --- | --- | ---- | --- | --- | ---- | --- | --- | ----- | ---- |
| 2019  | Ferrari SF90 | Ferrari 064 1,6 V6T | P |                   | АВС | БАХ | КИТ | АЗЕ | ИСП | МОН  | КАН | ФРА | АВТ | ВЕЛ | ГЕР  | ВЕН | БЕЛ | ИТА | СИН | РОС  | ЯПО | МЕК | США  | БРА | АБУ | 2     | 504  |
| 2019  | Ferrari SF90 | Ferrari 064 1,6 V6T | P | Себастьян Феттель | 4   | 5   | 3   | 3   | 4   | 2    | 2   | 5   | 4   | 16  | 2    | 3   | 4   | 13  | 1   | Сход | 2   | 2   | Сход | 17  | 5   | 2     | 504  |
| 2019  | Ferrari SF90 | Ferrari 064 1,6 V6T | P | Шарль Леклер      | 5   | 3   | 5   | 5   | 5   | Сход | 3   | 3   | 2   | 3   | Сход | 4   | 1   | 1   | 2   | 3    | 6   | 4   | 4    | 18  | 3   | 2     | 504  |